# Fabio Sartor
Fabio Sartor (ur. 12 października 1954 w Castelfranco Veneto, zm. 6 listopada 2024 w Rzymie) – włoski aktor.

## Filmografia
- 1998: Provincia segreta
- 1998: Zraniona duma – Luca Liberati
- 1999: Fuori dal mondo
- 1999: Jezus – Jakub, syn Zebedeusza
- 2001: Chimera – Toni
- 2001: Fale namiętności – Simone
- 2002: Malabana  –
- 2004: Fallen, The – porucznik Gianini
- 2004: Pasja – Abenader
- 2005: Moglie cinese, La – Leonardo Renzi
- 2005: Amore non basta, L' – Roberto
- 2005: Anniversaire, L' – Giovanni